# سالي جيمس
سالي جيمس (بالإنجليزية: Sally James)‏ هي مقدمة تلفزيونية وممثلة بريطانية، ولدت في 10 مايو 1950 في تشيسوك في المملكة المتحدة.

## وصلات خارجية
- سالي جيمس على موقع IMDb (الإنجليزية)